# Rumex sanguineus
Rau chua gân đỏ hay Rau chua sorrel (danh pháp hai phần: Rumex sanguineus) là một loài thực vật có hoa trong họ Rau răm. Loài này được L. miêu tả khoa học đầu tiên năm 1753.